# District de Micoud
Le district de Micoud est l'un des dix districts de Sainte-Lucie, île des Caraibes située entre la Martinique et Saint-Vincent.
Il a récupéré le territoire de l’ancien district de Praslin en 2014.
Son chef-lieu est Micoud, où l’on trouve le sanctuaire Sainte-Lucie, un édifice catholique important.

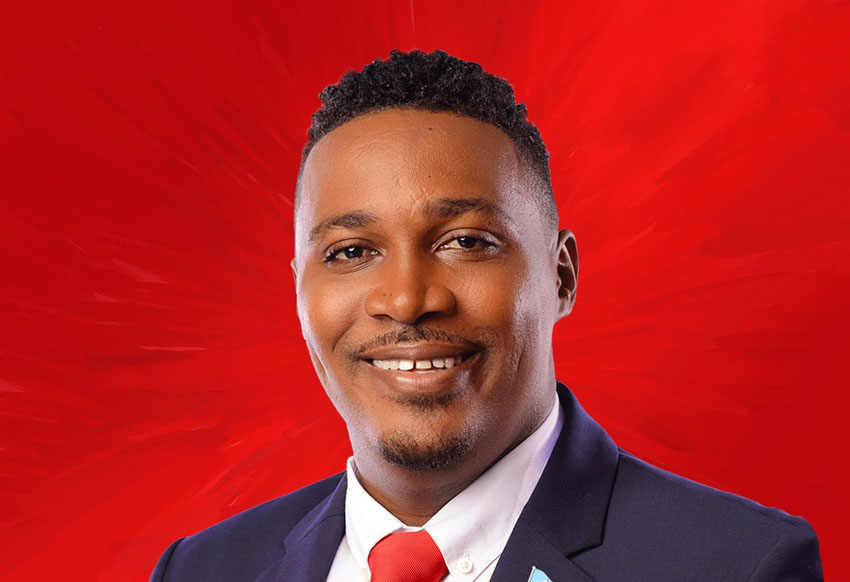
Le représentant de Micoud depuis 2021, Jeremiah Norbert.

## Sources
- (en) Government of Santa Lucia, 2001 Population and and Housing Census Report
- (en) Government of Santa Lucia, Compendium of Environmental Statistics
- (en) City Population - Districts de Sainte-Lucie